# علي أحمد حبيب
علي أحمد حبيب (11 أغسطس 1979) لاعب كرة قدم بحريني يلعب حاليا لصالح نادي الدرجة الأولى المنامة البحريني في مركز المهاجم من 2015.